# Raiamas scarciensis
Raiamas scarciensis är en fiskart som beskrevs av Gordon J. Howes och Teugels, 1989. Raiamas scarciensis ingår i släktet Raiamas och familjen karpfiskar. IUCN kategoriserar arten globalt som otillräckligt studerad. Inga underarter finns listade i Catalogue of Life.